# Augsburger Straße (stacja metra)
Augsburger Straße – stacja metra w Berlinie, w dzielnicy Charlottenburg, w okręgu administracyjnym Charlottenburg-Wilmersdorf na linii U3. Stacja została otwarta w 1961.